# André Marceau
André Marceau (ur. 5 maja 1946 w Cérons) – francuski duchowny katolicki, biskup Nicei w latach 2014–2022.

## Życiorys
Święcenia kapłańskie otrzymał 25 marca 1972 i został inkardynowany do archidiecezji Bordeaux. Po święceniach został wikariuszem w Mèrignac, zaś w 1982 rozpoczął pracę w kurii, gdzie odpowiadał za katechezę w archidiecezji. W 1992 mianowany wikariuszem biskupim, pracował jednocześnie jako proboszcz w Bazas (1992-2000) i La Réole (2000-2003). W 2003 został wikariuszem generalnym archidiecezji.
13 stycznia 2004 papież Jan Paweł II mianował go ordynariuszem diecezji Perpignan-Elne. Sakry biskupiej udzielił mu 7 marca 2004 kardynał Jean-Pierre Ricard.
6 marca 2014 papież Franciszek mianował go biskupem ordynariuszem Nicei. Ingres odbył się 11 maja 2014.
9 marca 2022 papież przyjął jego rezygnację z pełnionego urzędu, złożoną ze względu na wiek.